# Kalmarsundspokalen
Kalmarsundspokalen är ett travlopp för varmblod som körs på Kalmartravet i Kalmar i Kalmar län varje år i samband med att banan arrangerar V75 i slutet av juni. Loppet körs över sprinterdistansen 1640 meter med autostart (bilstart). Förstapris är 200 000 kronor sedan 2018 års upplaga.
Första upplagan av Kalmarsundspokalen kördes den 4 juli 1965. Delphi Brodda, körd av Magnus Sandgren, blev 1979 den första hemmahästen att vinna loppet.

## Vinnare
| År   | Häst             | Kusk               | Tränare            | Tid    | Odds  |
| ---- | ---------------- | ------------------ | ------------------ | ------ | ----- |
| 2024 | Don Fanucci Zet  | Örjan Kihlström    | Daniel Redén       | 1.09,1 | 2,66  |
| 2023 | Click Bait       | Per Lennartsson    | Stefan Melander    | 1.09,7 | 3,25  |
| 2022 | Click Bait       | Per Lennartsson    | Stefan Melander    | 1.09,2 | 5,09  |
| 2021 | Cokstile         | Jorma Kontio       | Mattia Orlando     | 1.09,1 | 2,38  |
| 2020 | Tae Kwon Deo     | Adrian Kolgjini    | Adrian Kolgjini    | 1.09,6 | 3,21  |
| 2019 | Slide So Easy    | Flemming Jensen    | Flemming Jensen    | 1.10,3 | 20,53 |
| 2018 | Day or Night In  | Johan Untersteiner | Johan Untersteiner | 1.10,4 | 5,66  |
| 2017 | B.B.S.Sugarlight | Kevin Oscarsson    | Fredrik Solberg    | 1.10,2 | 8,17  |
| 2016 | B.B.S.Sugarlight | Peter Untersteiner | Fredrik Solberg    | 1.10,2 | 3,77  |
| 2015 | Global Money     | Robert Bergh       | Robert Bergh       | 1.10,2 | 3,73  |
| 2014 | Reven d'Amour    | Björn Goop         | Fredrik B. Larsson | 1.11,3 | 12,31 |
| 2013 | Shaq Is Back     | Daniel Redén       | Daniel Redén       | 1.10,5 | 1,66  |
| 2012 | Oracle           | Stefan Melander    | Stefan Melander    | 1.10,6 | 3,48  |
| 2011 | I Won't Dance    | Erik Adielsson     | Stig H. Johansson  | 1.11,2 | 9,06  |
| 2010 | Magic Sisa       | Erik Adielsson     | Gitte Madsen       | 1.12,2 | 40,26 |
| 2009 | Earl Tilly       | Åke Svanstedt      | Åke Svanstedt      | 1.11,8 | 4,88  |
| 2008 | Jaded            | Örjan Kihlström    | Stefan Hultman     | 1.11,6 | 2,17  |
| 2007 | Hövding Lavec    | Lutfi Kolgjini     | Åke Svanstedt      | 1.11,4 | 10,27 |
| 2006 | Digger Crown     | Erik Adielsson     | Stig H. Johansson  | 1.11,4 | 2,57  |
| 2005 | Gidde Palema     | Åke Svanstedt      | Åke Svanstedt      | 1.11,3 | 1,21  |